# George Marshall (atleta)
George Herbert Marshall (Patrasso, 2 ottobre 1876 – ...) è stato un mezzofondista, velocista e tennista britannico.
Partecipò alle gare di atletica leggera delle prime Olimpiadi moderne che si svolsero ad Atene, nei 100 metri piani, classificandosi quinto nelle batterie preliminari, e negli 800 metri, piazzandosi quarto. Entrato nel tabellone di doppio di tennis insieme al fratello, si ritirò senza scendere in campo.